# Святилища і храми Нікко
Святилища і храми Нікко (яп. 日光の社寺, англ. Shrines and Temples of Nikkō) — група зі 103 пам'яток разом з прилеглою територією, розташованих в японському місті Нікко, що були занесені до списку Світової спадщини ЮНЕСКО 1999 року.

## Пам'ятки
- Святилище Футарасан — до списку Світової спадщини занесено 23 споруди з цього комплексу.
- Святилище Тосьо — до списку потрапили 42 споруди. 8 споруд мають статус Національних скарбів Японії.
- Буддистський храм Ріноо-дзі — до списку потрапили 38 споруд храму, одна з них має статус Національного скарбу Японії.

## Культурний ландшафт
До списку ЮНЕСКО також занесено пагорби, вкриті лісом, на яких розташовані святилища та храм. У лісі домінує японський кедр, висаджений ще на початку XVII століття під час будівництва Святилища Тосьо. Територія зі спорудами святилищ має статус історичної зони. Інша частина культурного ландшафту також перебуває під охороною й входить до Національного парку Нікко.